# Glasgow (Illinois)
Glasgow és una població dels Estats Units a l'estat d'Illinois. Segons el cens del 2000 tenia 170 habitants.

## Demografia
Segons el cens del 2000, Glasgow tenia 170 habitants, 66 habitatges, i 52 famílies. La densitat de població era de 65 habitants/km².
Dels 66 habitatges en un 31,8% hi vivien nens de menys de 18 anys, en un 69,7% hi vivien parelles casades, en un 4,5% dones solteres, i en un 21,2% no eren unitats familiars. En el 19,7% dels habitatges hi vivien persones soles el 7,6% de les quals corresponia a persones de 65 anys o més que vivien soles. El nombre mitjà de persones vivint en cada habitatge era de 2,58 i el nombre mitjà de persones que vivien en cada família era de 2,96.
Per edats la població es repartia de la següent manera: un 25,3% tenia menys de 18 anys, un 5,9% entre 18 i 24, un 28,8% entre 25 i 44, un 22,9% de 45 a 60 i un 17,1% 65 anys o més.
L'edat mediana era de 41 anys. Per cada 100 dones de 18 o més anys hi havia 122,8 homes.
La renda mediana per habitatge era de 25.000 $ i la renda mediana per família de 30.000 $. Els homes tenien una renda mediana de 27.917 $ mentre que les dones 16.250 $. La renda per capita de la població era d'11.172 $. Aproximadament el 16% de les famílies i el 20,2% de la població estaven per davall del llindar de pobresa.

## Poblacions properes
El següent diagrama mostra les poblacions més properes.